# Barrio de Guadalupe, Valle de Bravo
Barrio de Guadalupe är en ort i Mexiko.   Den ligger i kommunen Valle de Bravo och delstaten Mexiko, i den södra delen av landet, 110 km väster om huvudstaden Mexico City. Barrio de Guadalupe ligger 1 903 meter över havet och antalet invånare är 680.
Terrängen runt Barrio de Guadalupe är lite bergig. Runt Barrio de Guadalupe är det ganska tätbefolkat, med 116 invånare per kvadratkilometer. Närmaste större samhälle är Valle de Bravo, 2,0 km sydväst om Barrio de Guadalupe. I omgivningarna runt Barrio de Guadalupe växer huvudsakligen savannskog.